# Simon di Utrecht
Simon di Utrecht o Simon van Utrecht (... – Amburgo, 14 ottobre 1437) è stato un marinaio olandese, divenuto comandante di navi per la città anseatica di Amburgo.

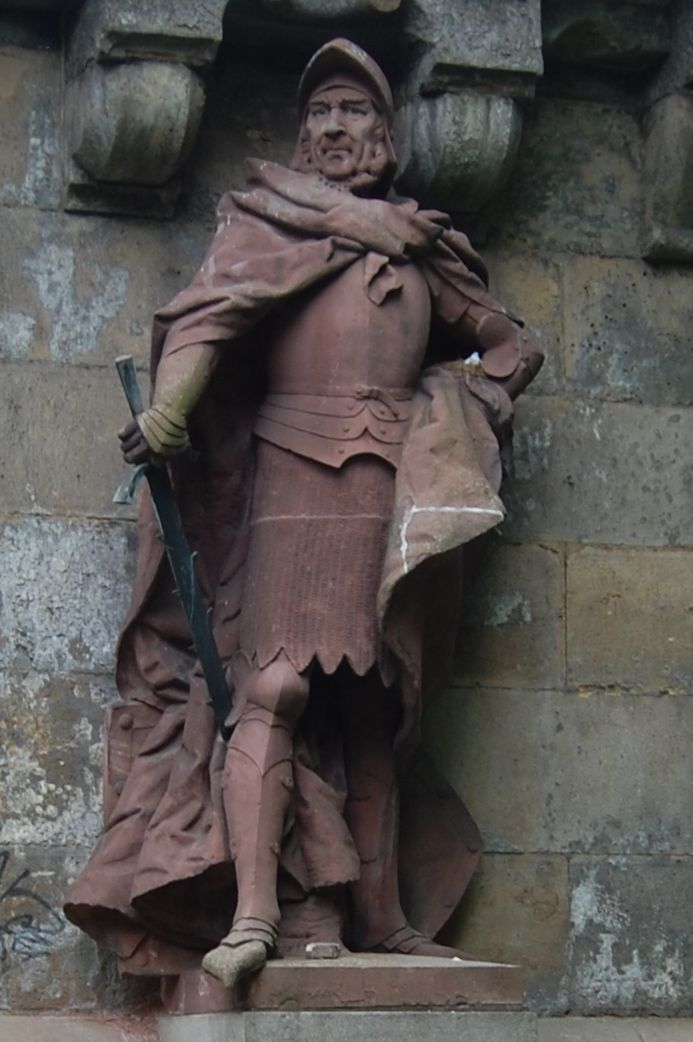

È ricordato soprattutto per la lotta alla pirateria e agli altri nemici di Amburgo nel Mare del Nord. Spesso gli si attribuisce il merito di aver sconfitto i Vitalienbrüder, una pericolosa corporazione di pirati, ma gli storici moderni ritengono che furono altri i capitani, che guidarono le principali azioni contro i Vitalienbrüder.

## Vita
La data di nascita di Simon di Utrecht non è nota, ma va fissata nel XIV secolo. Nacque probabilmente a Utrecht, nei Paesi Bassi. In una data imprecisata si trasferì ad Amburgo, che nel 1400 gli conferì la cittadinanza. Simon di Utrecht si pose alla guida di squadre navali, per combattere contro i nemici della città, in particolar modo i danesi, i capi della Frisia orientale e i pirati.
Alcune fonti riportano che Simon di Utrecht capitanasse la spedizione che catturò Klaus Störtebeker, il più famoso dei Vitalienbrüder, a Helgoland, ma il suo ruolo effettivo e persino la sua presenza nell'azione è oggi oggetto di discussione.
Nel 1425 Simon di Utrecht fu eletto membro del consiglio di Amburgo. Nel 1429 prese parte alla spedizione navale amburghese contro la Danimarca e Flensburgo. Tra il 1432 e il 1433 era al comando della flotta, per combattere i pirati nel Mare del Nord. Sconfisse ripetutamente i frisoni, distrusse la loro roccaforte di Sebaldusburg e conquistò infine la loro capitale, Emden. Per i suoi servigi Amburgo lo nominò borgomastro onorario. In seguito, a sua memoria, sia Amburgo che la città anseatica di Rostock gli intitolarono delle strade.
Simon di Utrecht morì nel 1437 e fu sepolto ad Amburgo, nella chiesa di San Nicola.